# Collecchio
Pour les articles homonymes, voir Coppa Collecchio et Ferme Collecchio.
Collecchio (en dialecte parmesan Colècc’) est une commune italienne d'environ 14 100 habitants située dans la province de Parme, dans la région Émilie-Romagne, dans le Nord de l'Italie.

## Culture
La ville accueille le centre de formation de l'équipe de football - Parme 1913.

## Administration
| Période                                  | Période | Identité | Étiquette | Qualité |
| ---------------------------------------- | ------- | -------- | --------- | ------- |
|                                          |         |          |           |         |
| Les données manquantes sont à compléter. |         |          |           |         |

### Hameaux
Case Quintavalla, Case Zingari, Folli, Gaiano, La Corte Anguissola, La Ripa, Lemignano, Madregolo, Ozzano Taro, Ponte Scodogna, San Martino Sinzano, Stradella, Villa Lucia, Villa Vecchia, Villanuova.

### Communes limitrophes
Fornovo di Taro, Medesano, Noceto, Parme, Sala Baganza.

## Jumelages
- Butzbach (Allemagne) ;
- Melide (Galice) (Espagne).

## Personnalités liées à la commune
- Renzo Merusi (1914-1996), acteur, scénariste et réalisateur né à Collecchio.